# Catedral de San Pedro y San Pablo (Lubumbashi)
La Catedral de San Pedro y San Pablo o simplemente Catedral de Lubumbashi (en francés: Cathédrale Saints Pierre et Paul de Lubumbashi) es el nombre que recibe un edificio religioso que pertenece a la Iglesia Católica y se encuentra ubicado entre las avenidas Kapenda y Kasa Vubu de la localidad de Lubumbashi al sur del país africano de la República Democrática del Congo, específicamente en la provincia de Alto Katanga. Cerca se encuentra el Convento de San Pedro y San Pablo y varios edificios del gobierno provincial.
Su historia se remonta a 1920, sigue el rito romano o latino y funciona como la sede de la arquidiócesis de Lubumbashi (Archidioecesis Lubumbashiensis) que fue creada en 1959 por la bula "Cum parvulum" del Papa Juan XXIII. Esta bajo la responsabilidad pastoral del obispo Jean-Pierre Tafunga Mbayo.